# Dasypolia alpina
Dasypolia alpina là một loài bướm đêm trong họ Noctuidae.